# Викторовка (Хмельницкая область)
Викторовка (укр. Вікторівка) — село в Чемеровецком районе Хмельницкой области Украины.
Население по переписи 2001 года составляло 229 человек. Почтовый индекс — 31630. Телефонный код — 3859. Занимает площадь 0,65 км². Код КОАТУУ — 6825289403.
В селе родился Герой Советского Союза Василий Олейник.

## Местный совет
31630, Хмельницкая обл., Чемеровецкий район, с. Шидловцы, ул. Ленина, 22